# Nico Muhly
Nico Muhly, né le 26 août 1981 dans le Vermont, est un compositeur américain de musique contemporaine associé au renouveau de la musique minimaliste.

## Biographie
Nico Muhly est le fils de Bunny Harvey, une peintre et professeure au Wellesley College et de Franck Muhly un réalisateur de films documentaires. Il a grandi à Providence où il chante dans le chœur de l'église épiscopale et commence le piano à l'âge de 10 ans. Il part ensuite à New York étudier la littérature anglaise à l'Université Columbia en 2003 et obtient son master de musique de la Juilliard School où il étudie la composition avec John Corigliano et Christopher Rouse. Il réside depuis à Chinatown.
Il travaille comme éditeur, chef d'ensemble, et soliste avec Philip Glass ainsi qu'avec la chanteuse Björk sur la Oceania en 2004. Il collabore également avec le chorégraphe Benjamin Millepied pour la musique du ballet From Here on Out pour l'American Ballet Theater en 2007 ainsi que pour Two Hearts en 2012 pour le New York City Ballet. En 2009, il travaille avec le groupe new-yorkais Grizzly Bear sur son album Veckatimest et Antony and the Johnsons sur l'album The Crying Light. Il publie son premier album solo en 2006 puis un second Mothertongue en 2008.
En 2007, les Boston Pop's et l'orchestre symphonique de Chicago donnent la première de deux de ses œuvres (Wish You Were Here et Step Team respectivement). En 2011, il donne la première de son opéra écrit avec le librettiste Craig Lucas (en) avec le English National Opera.

## Principales œuvres
| Pièces pour chœur - 2004 : First Service - 2005 : A Good Understanding - 2005 : Bright Mass With Canons - 2005 : Expecting the Main Things from You - 2005 : I Cannot Attain Unto It - 2006 : The Sweets of Evening - 2007 : Syllables Voix - 2007 : The Only Tune - 2008 : The Adulteress Opéra - 2005 : Iphegenia at Aulis - 2011 : Two Boys Musique pour orchestre - 2002 : Fits & Bursts - 2003 : Out of the Loop - 2004 : So to Speak - 2006 : It Remains to be Seen - 2007 : Wish You Were Here - 2007 : From Here on Out - 2007 : Seeing is Believing - 2008 : Step Team Musique concertante - 2011 : Edge of the World Compositions pour piano - 2003 : Three Études for Piano - 2005 : A Hudson Cycle - 2005 : Pillaging Music | Percussions - 2002 : Beaming Music - 2004 : Time after Time - 2004 : It’s About Time - 2005 : Pillaging Music - 2005 : Ta & Clap - 2008 : I Shudder to Think Musique pour ensembles - 2003 : Time after Time - 2003 : Clear Music - 2003 : Flexible Music - 2003 : Duet No 1: Chorale Pointing Downwards - 2003 : Reading into it - 2004 : By All Means - 2004 : You Could Have Asked Me - 2004 : Ta and Clap - 2006 : How About Now - 2007 : I Know Where Everything Is - 2007 : Principles of Uncertainty - 2010 : Motion Musique pour instrument solo - 2002 : Radiant Music - 2003 : Honest Music - 2004 : It’s About Time - 2005 : Keep in Touch - 2005 : Pillaging Music - 2005 : It Goes without Saying - 2009 : Drones on Oh Lord, Whose Mercies Numberless - 2009 : Vocalise on Al lampo dell' armi - 2009 : Impossible Things | Participation à des bandes originales de films - 2006 : Choking Man - 2007 : Joshua - 2007 : Wonder Showzen, Clarence Special Report - 2008 : The Reader - 2013 : Kill Your Darlings - 2021 : The Humans |

## Discographie
- 2007 : Speaks Volumes
- 2008 : Mothertongue
- 2010 : I Drink the Air Before Me
- 2010 : A Good Understanding (par le Los Angeles Master Chorale dirigé par Grant Gershon)
- 2011 : Seeing Is Believing (par l'Aurora Orchestra dirigé par Nicholas Collow)